# Przemysław Kawka
Przemysław Kawka (ur. 6 maja 1990) – statystyk siatkarski oraz asystent trenera.
Jego ojciec Waldemar Kawka jest trenerem siatkarskim.

## Jako asystent trenera

### Sukcesy klubowe
Superpuchar Polski:
- 2019

Puchar Polski:
- 2020, 2021

Liga polska:
- 2020, 2021

Puchar CEV:
- 2022[7]

Liga turecka:
- 2023, 2024[8]
- 2022[9]

Klubowe Mistrzostwa Świata:
- 2023[10]
- 2022[11]

Liga Mistrzyń:
- 2023[12]

### Sukcesy reprezentacyjne
Liga Europejska:
- 2022